# Erika Visser

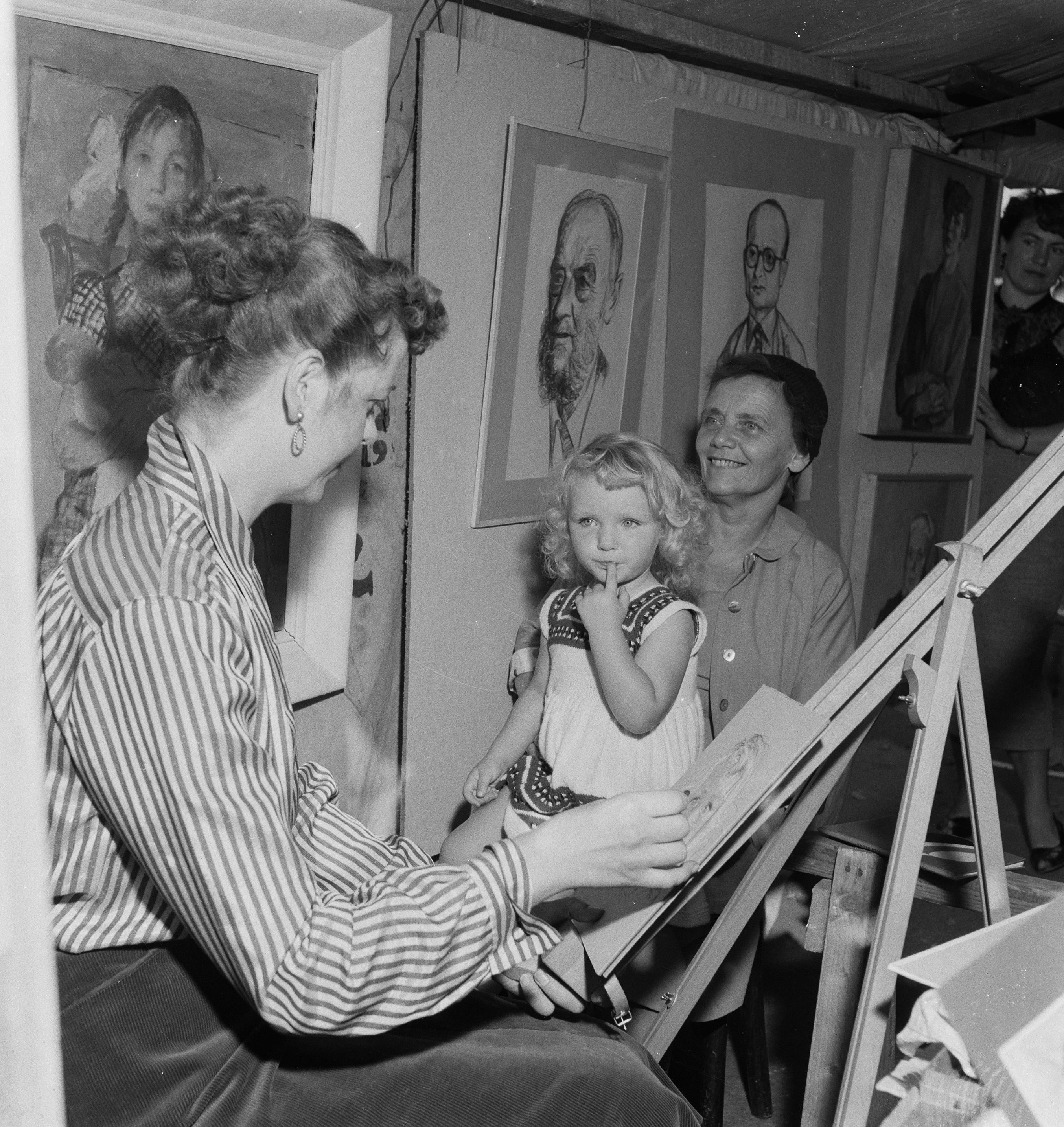
Erika Visser beim Zeichnen, 1955

Erika Trijntje Helene Visser (* 21. April 1919 in Bochum; † 18. September 2007 in Laren) war eine niederländische Malerin.

## Leben und Werk
Erika Visser wurde 1919 als Kind einer deutschen Mutter und eines niederländischen Vaters in Bochum geboren. Den größten Teil ihrer Schulzeit verbrachte sie in Deutschland. Nachdem ihr Vater 1936 in ein Konzentrationslager gekommen war, lebte sie bei ihrer Tante und ihrem Onkel in den Niederlanden, wo sie bei Louis Hermanus Hendrikus Schutte in Haarlem Unterricht erhielt. Im Anschluss studierte sie ab 1940 an der Rijksakademie van beeldende kunsten in Amsterdam, wo sie bis 1942 von Gerard Victor Alphons Röling unterrichtet wurde. Sie hätte gerne Unterricht bei Leo Gestel genommen, erhielt aber keine Erlaubnis ihrer Verwandten. 1940 lernte sie an der Rijksakademie den Utrechter Künstler Johannes Jacob Boonkennen, den sie 1941 heiratete. Zwei Jahre später wurde sie Mutter eines Sohnes und beendete ihre Akademieausbildung. 1945 zog das Paar nach Utrecht, ließ sich aber bereits 1948 scheiden.
In der Künstlervereinigung Genootschap Kunstliefde begann Erika Visser Ende der 1940er Jahre in ihren Bildern mit Form und Farbe zu experimentieren und ihr Malstil entwickelte sich vom naturalistischen hin zu einem abstrakteren und mehr kubistischen Stil. Sie machte die Bekanntschaft des Utrechter surrealistischen Malers Johannes „Joop“ Hendrikus Moesman, den sie 1951 heiratete und zu ihm in die Oudegracht 313 zog. Im Jahr 1960 begann sie, an einer weiterführenden Schule zu unterrichten. Auch ihre zweite Ehe wurde geschieden und 1965 heiratete Erika Visser den Anglisten Pieter Reinkingh (1920–2000) und ließ sich mit ihm in Harmelen nieder. 1969 konnte sie nach einem Autounfall, von dem sie sich nur langsam erholte, lange nicht arbeiten oder unterrichten. Mit dem Karikaturisten und Schriftsteller Marten Toonder war sie seit 2001 befreundet und verbrachte ab 2004 ihre letzten Lebensjahre gemeinsam mit ihm im Rosa Spier Huis in Laren.

## Werk
Erika Visser war eine der bekanntesten niederländischen Porträtmalerinnen der Nachkriegszeit. Sie war spezialisiert auf Porträts und fertigte Gemälde und Zeichnungen unter anderem von Joop Moesman, Pieter d’Hont, Dirkje Kuik (1985), Bertus Jonkers, Marten Toonder, Godfried Bomans, Mensje van Keulen, Beb Vuyk (1983), Alain Teister (1985), Adrianus Cardinal Simonis (1988), vom Architekten Wolfgang Wijdeveld, der Schauspielerin Charlotte Köhler sowie von Professoren, Politikern und Künstlerkollegen. Sie arbeitete regelmäßig im Auftrag, suchte aber auch auf der Straße nach Gesichtern, die sie faszinierten. Auch Verwandte, Freunde, Liebhaber und Künstlerkollegen posierten für sie.
In ihren Porträts versuchte Erika Visser „das Innere ihres Modells“ zu erfassen und bildete auch „eine dunkle Seite, die durch einen nachdenklichen Blick gekennzeichnet war“, ab. Marten Toonder nannte sie „eine Porträtistin der Seelen“. Sie war Mitglied der Künstlervereinigung Pulchri Studio in Den Haag, der Amersfoorts Kunstenaarsgilde, des Haagse Kunstkring und der Genootschap Kunstliefde. Visser stellte unter anderen bei den Vereinen wie dem Pulchri Studio und dem Haagse Kunstkring in Den Haag aus. 1994 hatte sie eine Einzelausstellung im Kunstzaal Achter de Dom in Utrecht und 2008/2009 zeigte das Centraal Museum Utrecht eine Einzelausstellung unter dem Titel Erika Visser. Schilderes van zielen.